# テイラー展開

テイラー多項式の次数が上がるにつれて、正しい関数に近づく。この図は sin x と、そのテイラー近似のうち、1, 3, 5, 7, 9, 11, 13 次の多項式を示している。

指数関数 e^{x} (青) と、その 0 におけるテイラー級数の最初の n + 1 項の和 (赤)。

数学においてテイラー級数（テイラーきゅうすう、英: Taylor series）は、関数のある一点での導関数の値から計算される項の無限和として関数を表したものである。そのような級数を得ることをテイラー展開（テイラーてんかい）という。
テイラー級数の概念はスコットランドの数学者ジェームズ・グレゴリーにより定式化され、フォーマルにはイギリスの数学者ブルック・テイラーによって1715年に導入された。0 を中心としたテイラー級数は、マクローリン級数 (英: Maclaurin series) とも呼ばれる。これはスコットランドの数学者コリン・マクローリンにちなんでおり、彼は18世紀にテイラー級数のこの特別な場合を積極的に活用した。
関数はそのテイラー級数の有限個の項を用いて近似することができる。テイラーの定理はそのような近似による誤差の定量的な評価を与える。テイラー級数の最初のいくつかの項として得られる多項式はテイラー多項式と呼ばれる。関数のテイラー級数は、その関数のテイラー多項式で次数を増やした極限が存在すればその極限である。関数はそのテイラー級数がすべての点で収束するときでさえもテイラー級数に等しいとは限らない。開区間（あるいは複素平面の開円板）でテイラー級数に等しい関数はその区間上の解析関数と呼ばれる。
前述の通り、一定の条件の下でテイラー展開の高次の項を無視することができる。例えば単振り子の問題では、振り子の振れ角 x が充分小さいことを利用して、正弦関数 sin x を x で近似できる。このように、関数をテイラー展開することで計算が容易になり、また原点近傍の振る舞いを詳細に調べることができるようになる。

## 一実変数関数のテイラー展開
正弦関数{\displaystyle f(x)=\sin x}の{\displaystyle x=a}におけるテイラー級数のうち次数の少ない項のみを抽出したもの

{\displaystyle \sum _{k=0}^{n}{\frac {f^{(k)}(a)}{k!}}(x-a)^{k}}
（マウスホイールで{\displaystyle n}を変更）
点 a を含む実数の開区間 I ⊆ R 上で無限回微分可能な関数 f ∈ C∞(I) が与えられたとき、べき級数
{\displaystyle \sum _{n=0}^{\infty }{\frac {f^{(n)}(a)}{n!}}(x-a)^{n}}
を関数 f の点 a まわりのテイラー級数という。ここで n! は n の階乗、f (n)(a) は x = a における f の n 次微分係数である。また、便宜的に (x − a)0 は 1 であると定義する。テイラー級数が収束し、元の関数 f に一致するとき、f はテイラー展開可能であるという。テイラー展開がある大域的な領域の各点で可能な関数は、その領域において解析的 (analytic) である、またはその領域上の解析関数 (analytic function) であるという。
ここで一般には関数 f が無限回微分可能であってもそのテイラー級数が x ≠ a で収束するとは限らず、たとえ収束しても一致するとは限らないことに注意が必要である。一致するかどうかは、テイラーの定理における剰余項 Rn が 0 に収束するかどうかによって判定できる；ここで剰余項 Rn は、ある c ∈ (a, x) が存在して、
{\displaystyle R_{n}(x)={f^{(n)}(c) \over n!}(x-a)^{n}}
と書ける。または積分を用いて、次のように表せる。
{\displaystyle R_{n}(x)={\frac {1}{(n-1)!}}\int _{a}^{x}(x-t)^{n-1}f^{(n)}(t)\,\mathrm {d} t}
また、この剰余項を評価することで関数の近似値を精度保証つきで数値的に求めることもできる（テイラーの定理#例を参照）。
特に a = 0 における以下のような展開
{\displaystyle \sum _{n=0}^{\infty }{\frac {f^{(n)}(0)}{n!}}x^{n}}
をマクローリン展開（マクローリンてんかい、英: Maclaurin expansion; 名称は数学者コリン・マクローリンに由来する）と呼ぶ。

### マクローリン級数の例
いくつかの重要な関数のテイラー展開を以下に示す。これらはすべて複素解析的な関数であり、複素変数であると考えても成り立つ。xについてのforの範囲外の実数をxに代入したら発散する（ただし、元の関数が収束することもある）。
なお、tan(x), csc(x), cot(x), tanh(x) の展開に現われる Bk 、二項展開の {\displaystyle \textstyle {\binom {\alpha }{n}}} 、sec(x) の展開に現われる Ek はそれぞれベルヌーイ数、二項係数、オイラー数である。また、f −1(x) は f (x) の逆関数であるとする。
多項式
多項式をマクローリン展開したものは元の多項式自身である。
指数関数
{\displaystyle e^{x}=\sum _{n=0}^{\infty }{\frac {x^{n}}{n!}}\quad {\mbox{ for all }}x}
自然対数
{\displaystyle \log(1-x)=-\sum _{n=1}^{\infty }{\frac {x^{n}}{n}}\quad {\mbox{ for }}|x|<1}
{\displaystyle \log(1+x)=\sum _{n=1}^{\infty }{\frac {(-1)^{n+1}}{n}}x^{n}\quad {\mbox{ for }}|x|<1}
幾何級数
{\displaystyle {\frac {1}{1-x}}=\sum _{n=0}^{\infty }x^{n}\quad {\mbox{for }}|x|<1}
{\displaystyle {\frac {1}{(1-x)^{2}}}=\sum _{n=1}^{\infty }nx^{n-1}\quad {\text{ for }}|x|<1\!}
{\displaystyle {\frac {x}{(1-x)^{2}}}=\sum _{n=0}^{\infty }nx^{n}\quad {\text{ for }}|x|<1\!}
{\displaystyle {\frac {2}{(1-x)^{3}}}=\sum _{n=2}^{\infty }(n-1)nx^{n-2}\quad {\text{ for }}|x|<1\!}
{\displaystyle {\frac {2x^{2}}{(1-x)^{3}}}=\sum _{n=0}^{\infty }(n-1)nx^{n}\quad {\text{ for }}|x|<1\!}
二項定理
{\displaystyle (1+x)^{\alpha }=\sum _{n=0}^{\infty }{\binom {\alpha }{n}}x^{n}\quad {\mbox{for }}|x|<1{\mbox{ and any complex }}\alpha }
三角関数
{\displaystyle \sin x=\sum _{n=0}^{\infty }{\frac {(-1)^{n}}{(2n+1)!}}x^{2n+1}\quad {\mbox{ for all }}x}
{\displaystyle \cos x=\sum _{n=0}^{\infty }{\frac {(-1)^{n}}{(2n)!}}x^{2n}\quad {\mbox{ for all }}x}
{\displaystyle \tan x=\sum _{n=1}^{\infty }{\frac {B_{2n}(-4)^{n}(1-4^{n})}{(2n)!}}x^{2n-1}\quad {\mbox{ for }}|x|<{\frac {\pi }{2}}}
{\displaystyle \csc x=\sum _{n=0}^{\infty }{\frac {(-1)^{n}(2-2^{2n})B_{2n}}{(2n)!}}x^{2n-1}\quad {\mbox{ for }}0<|x|<\pi }
{\displaystyle \sec x=\sum _{n=0}^{\infty }{\frac {(-1)^{n}E_{2n}}{(2n)!}}x^{2n}\quad {\mbox{ for }}|x|<{\frac {\pi }{2}}}
{\displaystyle \cot x=\sum _{n=0}^{\infty }{\frac {(-1)^{n}2^{2n}B_{2n}}{(2n)!}}x^{2n-1}\quad {\mbox{ for }}0<|x|<\pi }
{\displaystyle \sin ^{-1}x=\sum _{n=0}^{\infty }{\frac {(2n)!}{4^{n}(n!)^{2}(2n+1)}}x^{2n+1}\quad {\mbox{ for }}|x|<1}
{\displaystyle \cos ^{-1}x={\pi  \over 2}-\sum _{n=0}^{\infty }{\frac {(2n)!}{4^{n}(n!)^{2}(2n+1)}}x^{2n+1}\quad {\mbox{ for }}|x|<1}
{\displaystyle \tan ^{-1}x=\sum _{n=0}^{\infty }{\frac {(-1)^{n}}{2n+1}}x^{2n+1}\quad {\mbox{ for }}|x|<1}
双曲線関数
{\displaystyle \sinh x=\sum _{n=0}^{\infty }{\frac {1}{(2n+1)!}}x^{2n+1}\quad {\mbox{ for all }}x}
{\displaystyle \cosh x=\sum _{n=0}^{\infty }{\frac {1}{(2n)!}}x^{2n}\quad {\mbox{ for all }}x}
{\displaystyle \tanh x=\sum _{n=1}^{\infty }{\frac {B_{2n}4^{n}(4^{n}-1)}{(2n)!}}x^{2n-1}\quad {\mbox{ for }}|x|<{\frac {\pi }{2}}}
{\displaystyle \sinh ^{-1}x=\sum _{n=0}^{\infty }{\frac {(-1)^{n}(2n)!}{4^{n}(n!)^{2}(2n+1)}}x^{2n+1}\quad {\mbox{ for }}|x|<1}
{\displaystyle \tanh ^{-1}x=\sum _{n=0}^{\infty }{\frac {1}{2n+1}}x^{2n+1}\quad {\mbox{ for }}|x|<1}
ランベルトのW関数
{\displaystyle W_{0}(x)=\sum _{n=1}^{\infty }{\frac {(-n)^{n-1}}{n!}}x^{n}\quad {\mbox{ for }}|x|<{\frac {1}{e}}}

## 一変数複素関数のテイラー展開
点 a を含む開集合 D ⊆ C 上で微分可能、すなわち正則な複素関数 f が与えられたとき、べき級数
{\displaystyle \sum _{n=0}^{\infty }{\frac {f^{(n)}(a)}{n!}}(z-a)^{n}}
を関数 f の点 a まわりのテイラー級数という。正則関数の解析性から、点 a を中心として D に包含されるような任意の開円板  B(a,r) = { z ∈ C | |z − a| < r } ⊆ D  上でこの級数は f (a) に収束する。
剰余項 Rn は複素線積分を用いて、次のように表せる：
{\displaystyle R_{n}(z)=(z-a)^{n}\left[{\frac {1}{2\pi i}}\int _{C}{\frac {f(w)}{(w-a)^{n}(w-z)}}\mathrm {d} w\right]}
ここで C は、点 a とz を囲み、周および内部が D に含まれるような反時計回りの円周である。

## 多変数関数のテイラー展開
テイラー展開は一変数関数のみならず、多変数関数にも適用できる。d 変数関数 f のテイラー展開は以下の式である。
{\displaystyle f(x_{1},\dots ,x_{d})=\sum _{n_{1}=0}^{\infty }\sum _{n_{2}=0}^{\infty }\cdots \sum _{n_{d}=0}^{\infty }{\frac {(x_{1}-a_{1})^{n_{1}}\cdots (x_{d}-a_{d})^{n_{d}}}{n_{1}!\cdots n_{d}!}}\,\left({\frac {\partial ^{n_{1}+\cdots +n_{d}}f}{\partial x_{1}^{n_{1}}\cdots \partial x_{d}^{n_{d}}}}\right)(a_{1},\dots ,a_{d}).\!}
多重指数記法を用いれば、d 変数関数 f (x) のテイラー展開は次式で表現される。
{\displaystyle f(\mathbf {x} )=\sum _{\alpha \in \mathbb {N} _{0}^{d}}^{}{\frac {(\mathbf {x} -\mathbf {a} )^{\alpha }}{\alpha !}}\,({\mathrm {\partial } ^{\alpha }}\,f)(\mathbf {a} )}
アインシュタインの縮約記法を用いれば、多変数関数 f (xμ) のテイラー展開は次式である。
{\displaystyle f(x^{\mu })=\sum _{n=0}^{\infty }{\frac {1}{n!}}\left[(x^{\mu }-\alpha ^{\mu })\partial _{\mu }\right]^{n}f(\alpha ^{\mu })}
上式の ∂μ は微分演算子であり、ベクトル解析の記法では ∇ に置き換えられる。一番後ろに f (αμ) があるが、これは f (xμ) に左の演算子を作用させてから f (xμ) の引数として αμ を与えることを表していることに注意する。

### 注
1. ↑  f の 0 次導関数は f 自身である。
2. ↑  0の0乗も参照。定義の衝突を避けるならば、単に n = 0 の項を明示的に書き、n = 0 を含めない形で和を取り直せばよい。